# Ратуша (Люнебург)
Ратуша Люнебурга (нем. Lüneburger Rathaus) — административное здание на центральной площади ганзейского города Люнебург (земля Нижняя Саксония); была построена около 1230 года, неоднократно расширялась и перестраивалась в последующие столетия — барочный фасад был добавлен в 1720 году; до сих пор остаётся штаб-квартирой городского совета и администрации; является памятником архитектуры.

## История и описание
Люнебургская ратуша, считающаяся исследователями крупнейшей в регионе, является образцом светской архитектуры Средних веков и раннего Нового времени на севере современной Германии. Она была построена около 1230 года и неоднократно как расширялась, так и перестраивалась за прошедшие века, оставаясь при этом основной резиденцией городского совета и администрации Люнебурга.
Архитектурный ансамбль состоит из нескольких постепенно расширяющихся корпусов единого комплекса зданий: большинство из них являются примерами северо-германской кирпичной готики. После того как шторм 1703 году частично разрушил готический фасад (вызвав опасность полного разрушения), новый барочный фасад был завершен к 1720 году. Фасад имеет и скульптурное оформление: статуи из песчаника с позолоченными элементами представляют собой как абстрактные добродетели, так и изображения конкретных должностных лиц (правителей). Ратуша Люнебурга не пострадала от боевых действий (бомбардировок) Второй мировой войны, что делает её практически уникальной для региона.
В восьмиугольной башне-колокольне с абасонами установлены часы из мейсеновского фарфора и повешен 41 колокол, исполняющий сочинения местного композитора Иоганна Абрама Питера Шульца (1747—1800). Утром — в 8 часов — можно услышать композицию «Erntelied», в 12 часов звучит танец из оперы «Das Erntefest», а 18 часов раздаётся «Abendlied» Маттиаса Клаудиуса («Луна поднялась»).
Зал судебных заседаний внутри ратуши украшен потолочными и настенными росписями, из которых исследователи отдельно выделяют фреску «Страшного суда» конца XV века. Пол данного зала до сих пор находится в своем первоначальном состоянии XIV века. Позднеготические оконные стекла и витражи также были сохранены. «Княжеский зал» (Fürstensaal) использовался как танцевальный зал и помещение для приемов: он получил своё название в честь серии позднесредневековых фресок с изображением люнебургских князей. Помещение являлось одним из крупнейших залов без колонн, созданных в то время. Сегодня зал всё ещё используется для приемов, лекций и камерных концертов. Большой зал совета (Große Ratsstube) украшен богатой резьбой по дереву (дубу), созданной Альбертом фон Зостом (Albert von Soest), и фресками за авторством Даниэля Фрезе (1540—1611). Зал считался шедевром ещё в эпоху Возрождения — сегодня он является примером того, как жители Люнебурга следовали моде, не разрушая старого: лишь расширяя ратушу за счёт пристроек. Обнесенный стеной сад городской ратуши находится на улице Ваграштрассе: он открыт для посещения в течение дня.
До 1874 года в ратуше находилась коллекция серебряных изделий (Ratssilber), являвшаяся самой крупной среди немецкоязычных городов: сегодня она экспонируется в Берлинском музее декоративного искусства (Kunstgewerbemuseum Berlin), а копии можно увидеть в самой ратуше. До 2024—2025 годов ратуша будет находиться на масштабной реставрации, проект которой включает в себя археологические и архитектурные исследования. Помимо приспособление старого здания к современным нуждам городской администрации, улучшение противопожарной безопасности играет в проекте ключевую роль.